# 赤嶺政巳
赤嶺 政巳（あかみね まさみ）は、日本の計算機科学者、技術者。東芝研究開発センター技監。東北大学大学院工学研究科・特任教授。合成音声を自然音声に近づける技術、「閉ループ型学習による音声合成技術」の開発者。沖縄県南風原町出身。

## 来歴
1979年、琉球大学理工学部電気工学科を卒業、1982年、東北大学大学院工学研究科情報工学専攻修士課程修了、1985年、同大学大学院工学研究科電子工学専攻博士課程を修了。同年、東京芝浦電気株式会社（現東芝）に入社、2005年から東芝研究開発センター技監を勤める。2016年、慶應義塾大学大学院理工学研究科特任教授、2019年からは東北大学大学院工学研究科特任教授を務める。

## 閉ループ型学習による音声合成技術
カーナビゲーション、駅のホームアナウンス、金融機関などのコールセンターの自動応答、ATMや家電製品のガイド、あるいはパソコンの読み上げソフトなど、現代ではいたるところで合成音声が使用されている。しかし、その音声は音質が悪く、機械的であるという欠点があった。
赤嶺は、音声データから音声合成のパラメーターを自動学習することを基本方針に掲げ、音質の問題を学習データとの誤差という形で定式化することに成功した。続いて、その定式化に基づいて合成音の誤差を最小化する素片辞書の学習方式を世界で初めて開発し、「閉ループ学習法」と命名した。本方式は、最小の素片で音質を最大化するものであり、省メモリーで人間並みの高音質・自然な合成音を実現する画期的な方法であった。
この技術は、カーナビの音声案内やビデオゲーム、電子辞書などに広く使われ、特にカーナビゲーションでは9割近いシェアを占めている。また、この学習法は言語に依存せず、どんな言語でも使用が可能であり、米語、イギリス英語、スペイン語、フランス語、イタリア語、ドイツ語、オランダ語、中国語などの音声合成にも使用されている。

## 表彰
- 2001年　テレコムシステム技術賞、文部科学大臣賞[6]
- 2003年　連作論文賞（情報・システムソサエティ）、市村産業賞[7]
- 2008年　内閣総理大臣発明賞[8]
- 2013年　紫綬褒章[9]
- 2012年　電子情報通信学会業績賞[10]
- 2020年　電子情報通信学会功績賞[2]